# Rue Gravioule
La rue Gravioule est une rue ancienne de la ville de Liège (Belgique) située dans le quartier d'Outremeuse.

## Odonymie et histoire
Gravioule signifie : Petit gravier. Ce gravier extrait du lit de la Meuse était jadis exploité. En 1623, le quartier s'appelle : En Gravioville.
La rue fait référence au biez (ou bief) de la Gravioule, une voie d'eau qui reliait sur environ 200 m la rive droite de la Meuse au biez du Barbou. Plusieurs moulins à eau y étaient en fonction (quatre d'après la carte Ferraris de 1775). Devenus insalubres, le biez de la Gravioule  et celui du Barbou furent comblés vers 1876 devenant respectivement la rue Curtius et le boulevard de la Constitution. La rue Gravioule existerait depuis 1333 et reliait initialement la rue des Tanneurs et la place Sainte-Barbe à ce biez de la Gravioule sur une distance d'environ 250 m. La partie orientale de la rue qui rejoignait ce biez a été rebaptisée rue Joseph Vrindts au cours du XXe siècle.

## Situation et description
Cette courte rue plate, pavée et rectiligne mesure approximativement 101 mètres. Elle applique un sens unique de circulation automobile de la rue Ransonnet vers la place Sainte-Barbe. Cette artère assez étroite passe à l'arrière du domaine de l'ancien hospice Sainte-Barbe dit du Baloir (côté Meuse) et de celui de l'ancienne abbaye du Val des Écoliers fondée au XIIIe siècle et devenue un temps la caserne Fonck (côté sud).

## Architecture
Bien qu'ancienne, la rue n'a pas conservé d'immeubles antérieurs au XIXe siècle.

## Activités
La crèche Le Printemps se situe au no 1.

## Voies adjacentes
- Rue des Tanneurs
- Place Sainte-Barbe
- Cour Roba
- Rue Ransonnet
- Rue Adolphe Maréchal
- Rue Joseph Vrindts

### Source et bibliographie
- Yannik Delairesse et Michel Elsdorf, Le nouveau livre des rues de Liège, Liège, Noir Dessin Production, 2008, 512 p. (ISBN 978-2-87351-143-2 et 2-87351-143-5, présentation en ligne), page 274